# Bosingak
Bosingak (korejsko 보신각) je velik paviljon z zvonovi na ulici Džongno v Seulu v Južni Koreji. Zvon v Bosingaku je dal mestu Džongno ime, kar v prevodu pomeni 'ulica zvonov'. Paviljon je bil prvotno zgrajen leta 1395, vendar je bil večkrat uničen v vojni in požaru. Cesar Godžong ga je leta 1895 imenoval Bosingak. Zvon je bil ulit leta 1468.
V obdobju Čoson je bil ta zvon v središču grajskega mesta. Zvon je naznanjal odpiranje in zapiranje štirih vrat okoli Seula. Ob 4. in 22. uri je zvon udaril 33-krat, vrata pa so se odprla in zaprla. Uporabljal se je tudi kot požarni alarm. V sodobnem času zvoni le ob polnoči na silvestrovo. Zaradi ogromnega števila ljudi, ki se udeležijo te slovesnosti, se vlaki podzemne železnice na liniji 1 seulske podzemne železnice na silvestrovo ne ustavljajo na postaji Džongak.

## Zgodovina
Leta 1398 (v 7. letu vladavine kralja Tedža) je bil zvon prvič obešen v Hanjangu v času dinastije Čoson, zvon, ulit v Gvangdžuju, pa je bil obešen na zahodni strani zvonika Čongungjo.

## Simbolika korejskih tempeljskih zvonov
Korejski tempeljski zvonovi imajo pomembno simboliko v korejskem budizmu in tradicionalni kulturi.
Korejski tempeljski zvonovi, imenovani beomdžong, izstopajo v akustični znanosti in si prislužijo posebno klasifikacijo kot korejski zvonovi. Ti zvonovi se ponašajo s trajno, graciozno obliko, ki oddaja resonančen zvok woong-woong-woong, ki zaradi fascinantnega pojava valovanja prečka velike razdalje.
Znanstvena preiskava je razkrila povezavo med različno debelino zvona in njegovo trajno resonanco, vendar natančno razmerje debeline ni mogoče izračunati niti s sodobnim znanstvenim napredkom. Stari Korejci so pred tisočletjem dosegli ta izjemen podvig in za seboj pustili skrivnostno zapuščino, ki obkroža njihovo obvladovanje te slušne skrivnosti.
Tempeljski zvonovi niso le funkcionalni, ampak nosijo tudi globoke duhovne in kulturne pomene:

### Simbol razsvetljenja
Zvok zvona naj bi predstavljal glas Bude, ki širi modrost in razsvetljenje vsem bitjem. Ko zvoni, naj bi prečistil um in prebudil posameznike k resnici in čuječnosti.

### Povezava s kozmosom
Oblika in zasnova zvona pogosto simbolizirata vesolje. Širok zgornji del predstavlja nebesa, vitek pas pomeni človeški svet, širok spodnji del pa zemljo. Zvok zvona, ki odmeva, naj bi se usklajeval s kozmosom.

### Vadba in meditacija
Postopek zvonjenja vključuje poseben ritual. Dejanje udarjanja po zvonu z lesenim kladivom, imenovanim beomdžong, zahteva čuječnost in koncentracijo ter služi kot oblika meditacije in sredstvo za gojenje notranjega miru.

### Zaščita in blagoslov
Verjame se, da zvonovi preganjajo negativne energije in prinašajo blagoslov. Resonančni zvok zvona naj bi odganjal zle duhove in prinašal pozitivno energijo, kar ustvarja harmonično okolje.

### Kulturna dediščina
Korejski tempeljski zvonovi veljajo za kulturne zaklade. Odlikujejo jih izjemna izdelava in so pogosto okrašeni z zapletenimi vzorci, rezbarijami in napisi, ki odražajo umetniško in tehnično spretnost starodavnih korejskih obrtnikov. Tempeljski zvonovi služijo kot opomin na budistične nauke, pomagajo pri duhovnih praksah in so sestavni del korejske kulturne dediščine, saj utelešajo globok filozofski in duhovni pomen.

### Zgodovinsko ozadje zvona Bosingak
Zvon Bosingak, ki je v Seulu v Južni Koreji, ima bogato zgodovinsko ozadje. Prvotno je bil ulit leta 1468 v času dinastije Čoson. Bosingak je služil kot pomembna znamenitost in sredstvo za merjenje časa v mestu. Zvon Bosingak je bil nekoč del mestnega obrambnega sistema. Stal je sredi živahne tržnice in so ga v času dinastije Čoson uporabljali za naznanjanje odpiranja in zapiranja mestnih vrat. Vsak večer je zvon zvonil, da bi naznanil zapiranje vrat, po katerem je v mestu veljala policijska ura. Bosingak je prvotno služil kot osrednja znamenitost v mestu in je igral pomembno vlogo pri merjenju časa v Seulu.
Zvon Bosingak, ki je bil prvotno leta 1395 nameščen v paviljonu Džongnu in je zvonil zjutraj in zvečer, je bil leta 1597 uničen v požaru med japonskimi invazijami. Po obnovi ga je nadomestil zvon iz templja Vongaksa. Njegov izvor je zaradi pomanjkanja napisov negotov. Zapisi kažejo, da je bil pred preselitvijo v Vongakso v grobnici Sindok Vanghu, kasneje pa ga je kralj Sondžo preselil v Bosingak. Zaradi podobnih časovnic in povezav s templjem se pojavlja zmeda z drugim zvonom, imenovanim Tempeljski zvon Heungčonsa, ki je zdaj v palači Doksugung. Dotrajani zvon Bosingak, ki je od leta 1948 označen kot zaklad št. 2, je razstavljen v Korejskem narodnem muzeju, replika pa visi v paviljonu. Danes je zvon Bosingak simbol Seula in ima kulturni pomen.